# Levosalbutamol
Levosalbutamol ist ein Arzneistoff aus der Gruppe  der β2-Sympathomimetika, der als Bronchospasmolytikum bei Asthma bronchiale und   chronisch obstruktiver Bronchitis eingesetzt wird. Levosalbutamol bewirkt, inhalativ verabreicht, eine rasch einsetzende und lang andauernde Entspannung (Relaxation) der glatten Muskulatur in den Bronchien. Die Wirkung beruht auf der Stimulierung von β2-Adrenozeptoren.

## Stereoisomerie
Levosalbutamol ist der internationale Freiname (INN)  des enantiomerenreinen (R)-Isomers des  Salbutamols, welches chiral ist, also ein Stereozentrum enthält. Levosalbutamol stellt das wirksame Enantiomer (=Eutomer) des Salbutamols dar.
Das Racemat Salbutamol besteht hingegen aus den zwei Enantiomeren, (R)-2-(tert-Butylamino)-1-(4-hydroxy- 3-hydroxymethylphenyl)ethanol und (S)-2-(tert-Butylamino)-1-(4-hydroxy- 3-hydroxymethylphenyl)ethanol, im Verhältnis 1:1.

## Herstellung
Mehrere vielstufige Synthesen für Levosalbutamol sind in der Literatur beschrieben.

## Fertigarzneimittel
Ventoplus  (AR), Xopenex  (USA)
Die Inhalationslösungen enthalten das jeweils gut wasserlösliche Levosalbutamolhydrochlorid oder Levosalbutamolhemitartrat.